# Вандерлей Лушембурго
Вандерлей Лушембурго (порт. Vanderlei Luxemburgo, нар. 10 травня 1952, Нова-Ігуасу) — бразильський футболіст, що грав на позиції захисника. По завершенні ігрової кар'єри — тренер.
Володар рекорду — клуб «Крузейро» під його керівництвом за один сезон виграв чемпіонат Бразилії, кубок Бразилії і чемпіонат штату, що досі є єдиним подібним результатом в історії бразильського футболу.
На думку Ігоря Фесуненка, Лушембурго відомий своїм твердим характером, невмінням йти на компроміси та поважати авторитетів, як серед футболістів, так і серед безпосередніх керівників, ненавидить навіть натяки на «зіркову хворобу» у гравців. Є прихильником «партиципативного футболу» (одного з пізніх бразильських варіантів «тотального футболу») і відсутності жорстких схем гри. Часто користується останніми науковими новинками у своїй тренерській роботі, один з авторів комп'ютерної програми «Tatic Plus 3D», яка розроблена для 3D-моделювання футбольних матчів[джерело?].

## Ігрова кар'єра
Вже у віці 4-х років Лушембурго був відправлений у школу, після якої він часто ганяв м'яча з такими ж, як він, хлопчаками. Ці хлопці створили свою команду «Колежіо», в ній Вандерлей грав на позиції лівого захисника.
У віці 11-ти років сім'я Лушембурго переїхала в Ріо-де-Жанейро, там його батько відвів хлопчика до школи місцевого клубу, одного з найсильніших у Бразилії, «Ботафогу», у складі якого він був тричі чемпіоном (1968, 1969 і 1970) молодіжної першості ліги Каріока, проте в основному складі дебютував в іншому клубі — «Фламенго» у 1971 році. З «Менго» Лушембурго тричі вигравав кубок Гуанабара у 1972, 1973 і 1978 роках і три чемпіонату Ріо у 1972, 1974 і 1978 роках. У перші два сезони у «Фламенго» Лушембурго не потрапляв в «основу» команди, провівши лише 11 матчів за 2 роки, але потім став показувати високий рівень гри і став одним з лідерів клубу.
У 1978 році Лушембруго провів за «Фламенго» всього лише 8 матчів (у попередньому сезоні — 36 ігор), подовгу опиняючись на лавці запасних, а тому він вирішив змінити клуб. У складі «Фла» Лушембруго провів 153 матчі і забив 9 голів. Лушембурго перейшов в «Інтернасьйонал», за який провів один сезон і повернувся в «Ботафого», в якому завершив кар'єру в 1980 році через важку травму коліна.

## Збірна
З 1973 по 1974 рік Лушембурго виступав за молодіжну збірну Бразилії і навіть був капітаном команди, яка виграла престижний турнір для молодіжних збірних у Каннах.

## Кар'єра тренера
28-річний Лушембурго стояв перед вибором, між професією менеджера або тренера. Лушембруго вибрав футбол і пішов в асистенти головного тренера клубу «Оларія» Антоніо Лопеса. Через рік Лопес, разом з Лушембруго, очолив клуб «Америка» (Ріо-де-Жанейро), але команда в ті роки не показувала вражаючих результатів, а тому тренерський штаб, всього через 5 місяців після призначення, був звільнений. У червні 1981 року Лопес взяв свого підопічного в клуб «Васко да Гама», який він очолив, у ньому Лушембурго працював до грудня 1982 року.
У січні 1983 року Лушембурго почав самостійну тренерську діяльність, очоливши «Кампу Гранді», а через 4 місяці — клуб «Ріо-Бранку» (Віторія), який зробив чемпіоном штату Акрі. Цей титул став першим тренерським досягненням Лушембурго.
У 1984 році Лушембруго очолив клуб «Фрібургенсе» з Ріо-де-Жанейро, а через 5 місяців несподівано поїхав у Саудівську Аравію, прийнявши управління клубом «Аль-Іттіхад». Після повернення, Лушембургу працював з клубом «Демократа-СЛ», потім з молодіжним складом клубу «Флуміненсе», а потім кілька місяців з «Америкою» (Ріо-де-Жанейро). А також був асистентом в аравійському клубі «Аль-Шабаб».
У 1989 році Лушембурго став тренером клубу другого дивізіону Ліги Паулісти «Брагантіно», з яким він виграв другий дивізіон чемпіонату Паулісти, а через рік клуб виграв і вищий сан-паульский дивізіон, вперше у своїй історії.
27 січня 1991 року Лушембурго став головним тренером свого колишнього клубу «Фламенго», але через інтерв'ю, в якому піддав критиці керівництво клубу, він був звільнений зі свого поста 18 серпня. Потім Лушембурго без особливих успіхів працював з клубами «Гуарані» (Кампінас) та «Понте-Прета».
У 1993 році Лушембурго очолив «Палмейрас», і вже в перший рік клуб виграв чемпіонат Бразилії (у цьому турнірі команда з 22 матчів програла лише один, здобувши 16 перемог), чемпіонат штату і турніру Ріо-Сан-Паулу, через рік клуб повторив перемоги в чемпіонаті країни і штату. В «Палмейрасі» тих років Лушембурго проявив себе не тільки як тренер-переможець, але і як відкривач талантів, саме при ньому блиснули такі зірки бразильського футболу, як Едмундо і Роберто Карлос.
27 січня 1995 року Лушембурго втретє став головним тренером клубу «Фламенго», який є одним з найбільш титулованих і популярних клубів країни, але перебував у затяжній ігровій кризі, а тому керівництво клубу ухвалило рішення придбати найкращого гравця світу і найкращого тренера Бразилії — Ромаріо і Лушембурго, який зміг умовити свого колишнього підопічного з «Палмейрасу», одного з найкращих форвардів країни, Едмундо, перейти у «Фламенго». «Фла» почав непогано, вигравши кубок Гуанабара, але потім у Лушембурго і Ромаріо стався конфлікт на ґрунті того, що бомбардир вимагав для себе дозволу порушувати режим, не бути на деяких тренування, не виступати в малозначущих матчах, а також приводити до себе в номер дівчат, а партнер по нападу Едмундо підтримав Ромаріо, бажаючи тих же перспектив для себе. Однак Лушембурго не пішов на компроміс, скандал вилився в пресу, і потім привів до звільнення Лушембурго 12 липня 1995 року. Боси клубу, які спочатку підтримували головного тренера, все ж вирішили, що Ромаріо для них важливіше. Сам же Лушембурго сказав:
| «Це зіткнення характерів. А характер не купиш в аптеці або в крамниці за рогом. Ти народжуєшся з характером. Або без нього…» |

Після «Фламенго» Лушембурго в червні того ж року перейшов в клуб «Парана», ставши найбільш високооплачуваним тренером у Бразилії, отримуючи близько 45 тис. доларів на місяць, а в жовтні знову очолив «Палмейрас», який в 1996 році привів до перемоги в чемпіонаті штату, продемонструвавши атакувальний футбол — у 25 матчах клуб 100 разів вразив ворота суперників, здобувши 27 перемог у 30-ти матчах. І тут Лушембурго став відкривачем талантів, в команді засяяв Рівалдо, згодом двічі найкращий гравець світу, Джалмінья і Луїзао, чемпіон світу 2002 року.
У 1997 році Лушембурго перейшов в клуб «Сантус», з яким переміг у турнірі Ріо-Сан-Паулу, а через рік очолив «Корінтіанс», вигравши з клубом чемпіонат Бразилії. Після чого очолив збірну Бразилії, одночасно будучи головним тренером «Корінтіанса». Призначенню Лушембурго посприяв Рікардо Тейшейра, президент Бразильської конфедерації футболу, який зустрічався з тренером у кафе «Куполь» у Парижі на чемпіонаті світу 1998, на якому Лушембургу працював телекоментатором, показавши усе своє розуміння футболу та аналізуючи гру виступаючих збірних.

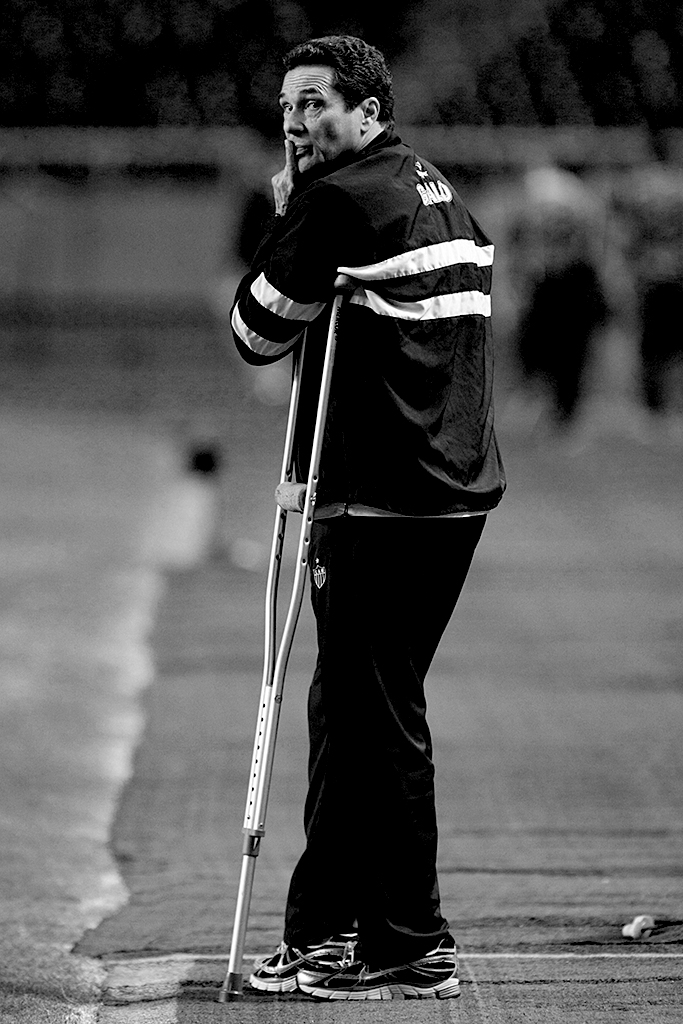
Лушембурго у 2010 році під час роботи з «Атлетіко Мінейро».

У збірній Вандерлей почав з запевнень, що «настала ера професіоналів», що він хоче об'єднати всіх тренерів Бразилії", щоб у команді було кілька справжніх футбольних зірок, які могли б поодинці обігрувати суперників, що настала ера універсалізації та вміння всією командою знаходити слабкі місця у суперників: «Я хочу мати в своєму розпорядженні гравців, які відрізняються таким розмаїттям дій, що можна було б з їх допомогою докорінно змінювати манеру гри команди, не вдаючись до замін. Різнобічність — це найголовніша якість, яку я хочу бачити у спортсмена. Сучасний футболіст повинен уміти грати на різних позиціях. Чемпіонат світу не дав нам ніяких тактичних новинок, але, наприклад, збірна Голландії показала саме ці якості. […] Мені не потрібен гравець, який буде стояти десь там, попереду, ближче до воріт суперника, в очікуванні, коли йому надішлють м'яч. Сьогоднішній футбол — це гра рухлива і стрімка. У цьому твердженні немає нічого нового. Той же Гулліт або Ван Бастен, будучи форвардами, частенько відходили в середню зону і починали атаки з глибини. А потім раптом несподівано опинялися в штрафний і забивали голи. До речі, і півзахисники теж повинні вміти забивати м'ячі. Сьогодні ми вже не можемо залежати тільки від висунутих вперед „чистих форвардів“, які завжди оточені захисниками. В моєму комп'ютері будуть зберігатися всі тактичні схеми всіх суперників нашої збірної. І я зможу з його допомогою окремо досліджувати функції захисту, гравців середньої зони і нападників. Я буду шукати все те, що найбільш зручно для перемоги і буду монтувати це на екрані. Там, де у суперників сильні ділянки, ми будемо створювати для них додаткові перешкоди. Де у них виникають „дірки“, там ми будемо атакувати».
Початок зі збірною був оптимістичним, після нічиєї з Югославією були дві перемоги з загальним рахунком 10:2 над Росією і Еквадором, а потім після серії товариських матчів Лушембурго привів збірну до перемоги на кубку Америки у Парагваї, де бразильці здобули 6 перемог у шести матчах. Але на кубку конфедерацій команда, перемігши на шляху до фіналу Німеччину 4:0, у фіналі програла Мексиці 2:4, а через місяць Аргентині 0:2. На Олімпіаді-2000 бразильці програли вже в 1/4 фіналу збірній Камеруну, маючи у другому таймі на двох гравців більше. Після турніру Лушембурго звинувачували в пресі за те, що він не взяв Ромаріо. Також Лушембурго звинуватили в тому, що він використовував спеціальні електронні пристрої, щоб мати зв'язок з гравцями під час матчу, вже після турніру ці пристосування були оголошені незаконними. У відбіркових матчах до чемпіонату світу 2002 року бразильці виглядали не рівно, чергуючи блискучі матчі, як, наприклад, перемога над Аргентиною 3:1, так і безвольні, як поразка від Парагваю 1:2 в Асунсьйоні. Після поразки 0:3 від чилійців Лушембурго був звільнений.
Такий виступ збірної зумовлювався кількома причинами: Лушембурго пересварився з усіма лідерами команди, включаючи Кафу, Алдаїра, Діду, Роберто Карлоса і Роналдінью, заборонив гравцям критикувати рішення тренера і гру збірної, погрожуючи відрахуванням з команди. Крім того Марселінью Каріока звинуватив Лушембурго, в тому, що коли він був гравцем збірної і в двох перших матчах забив два голи, той його не запрошував до складу, з причини того, що Каріока увів у Вандерлея дівчину, а той таким чином йому помстився. Також через збірну при Лушембурго проходила велика кількість гравців, які, на загальну думку до рівня національної команди ніяк не дотягували, наприклад Сантос Моцарт, але через участь в іграх збірної їх ціна на футбольному ринку різко збільшувалася, а Лушембурго, за чутками, отримував за їх переходи певний відсоток.
Після збірної Лушембурго повернувся в «Корінтіанс», але невдало, також невдачею завершився прихід і в «Палмейрас». В кінці 2002 року Лушембурго очолив клуб «Крузейро». З цією командою в 2003 році він виграв чемпіонат Бразилії, кубок Бразилії і чемпіонат штату Мінас-Жерайс. До цього жоден клуб в Бразилії не домагався цього. Потім Лушембурго попрацював трохи в «Сантусі», вигравши чемпіонат Бразилії.
4 грудня 2004 року Лушембурго був призначений головним тренером мадридського «Реала», так збулася мрія Лушембурго — працювати з європейськими грандами, про що він говорив, ще коли був головним тренером збірної Бразилії, за що піддавався критиці з боку бразильської спортивної преси. Лушембурго встановив рекорд клубу за кількістю перемог поспіль (7 ігор). «Реал» завершив сезон на 4-му місці в чемпіонаті. Сезон 2005/06 клуб почав яскраво, але потім Лушембурго вирішив змінити тактичну схему гри «Галактікос» на 4-2-2-2, назвавши її «магічним квадратом», це не тільки не допомогло клубу, але і призвело до низки невдалих матчів, а після домашньої поразки 0:3 від найпринциповішого суперника «Барселони», клуб звільнив бразильського фахівця.
У 2006 році Лушембурго повернувся в «Сантус» і два роки поспіль вигравав з клубом чемпіонат штату, але в 2007 році був звільнений після поразки в півфіналі кубка Лібертадорес від «Греміу».

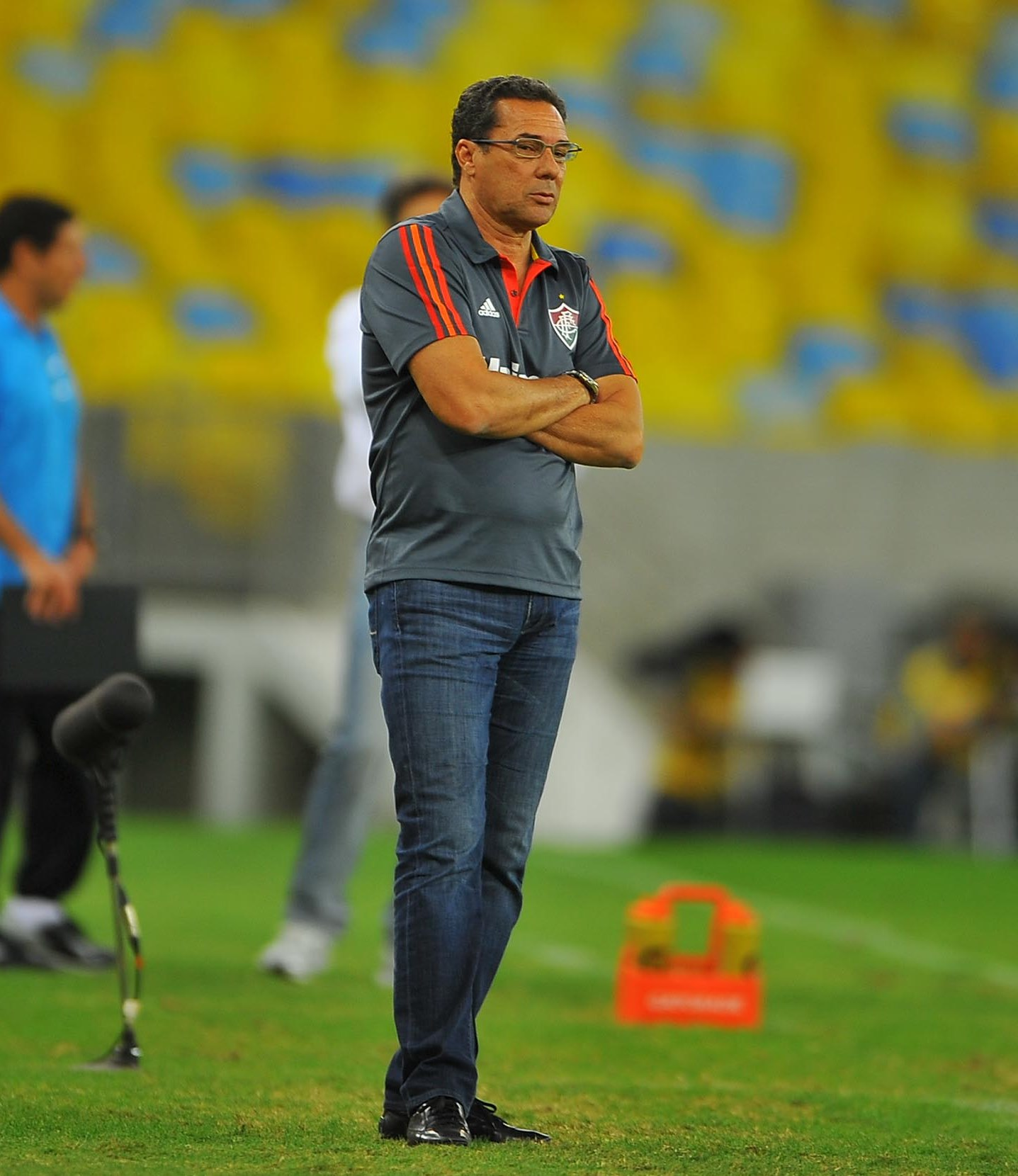
Лушембурго під час роботи з «Флуміненсе» (2013)

2008 року Лушембурго очолив «Палмейрас» і в перший же сезон виграв чемпіонат Сан-Паулу. 27 червня 2009 року Лушембурго оголосив, що покидає «Палмейрас» через те, що був незгодний з продажем Кейррісона в «Барселону», чому він всіляко перешкоджав. Також причиною його відходу називався ранній виліт з Кубку Лібертадорес. 17 липня 2009 року Лушембурго знову очолив «Сантус». Проте в грудні 2009 року, Лушембурго був звільнений, після заняття клубом 12-го місця в чемпіонаті Бразилии.
8 грудня 2009 року Лушембурго очолив «Атлетіко Мінейро», відхиливши пропозиції московського ЦСКА та «Інтернасьйонала», підписавши контракт на два роки. З клубом тренер виграв чемпіонат штату вже після 5 місяців роботи. Однак наступні результати були невдалими, і 24 вересня 2010 року, після поразки від «Флуміненсе» з рахунком 1:5 і вильоту клубу в Серію В, Вандерлей був звільнений. Під його керівництвом команда провела 53 гри, з яких виграла 22, 12 звела внічию і 19 програла.
5 жовтня 2010 року Лушембурго очолив «Фламенго». 2 лютого 2012 року він був звільнений зі своєї посади через конфлікт з гравцем команди, Роналдінью, який звинуватив тренера, в тому, що той стежив за ним в неробочий час.
21 лютого 2012 року Лушембурго був призначений головним тренером «Греміо». Контракт був підписаний до 31 грудня 2012 року. Змінив на цьому посту Кайо Жуніора. 30 червня 2013 року він був звільнений.
30 липня 2013 року Лушембурго був призначений головним тренером «Флуміненсе». Контракт був підписаний до 31 грудня 2013 року. Він змінив на цьому посту Абела Брагу. 12 листопада того ж року був звільнений з поста головного тренера команди за незадовільні результати: клуб займав 18 місце з 20 можливих, набравши тільки 36 очок.
23 липня 2014 року був призначений головним тренером «Фламенго». Контракт був підписаний до кінця грудня 2015 року, змінив на цьому посту Нея Франко. 25 травня 2015 року тренер покинув «Фламенго». Наступником Лушембурго став Крістован Боржес.
2 червня 2015 року був призначений головним тренером «Крузейро». Контракт був підписаний до кінця грудня 2016 року, змінивши Марсело Олівейру. 31 серпня 2015 року, через день після поразки від «Сантоса» 0:1 в 21-му турі чемпіонату Бразилії 2015 року, був звільнений. Наступником Лушембурго в «Крузейро» став Мано Менезес.
Наразі останнім місцем тренерської роботи був китайський клуб «Тяньцзинь Суньцзян», головним тренером команди якого Лушембурго був з 2015 по 2016 рік.

## Титули і досягнення

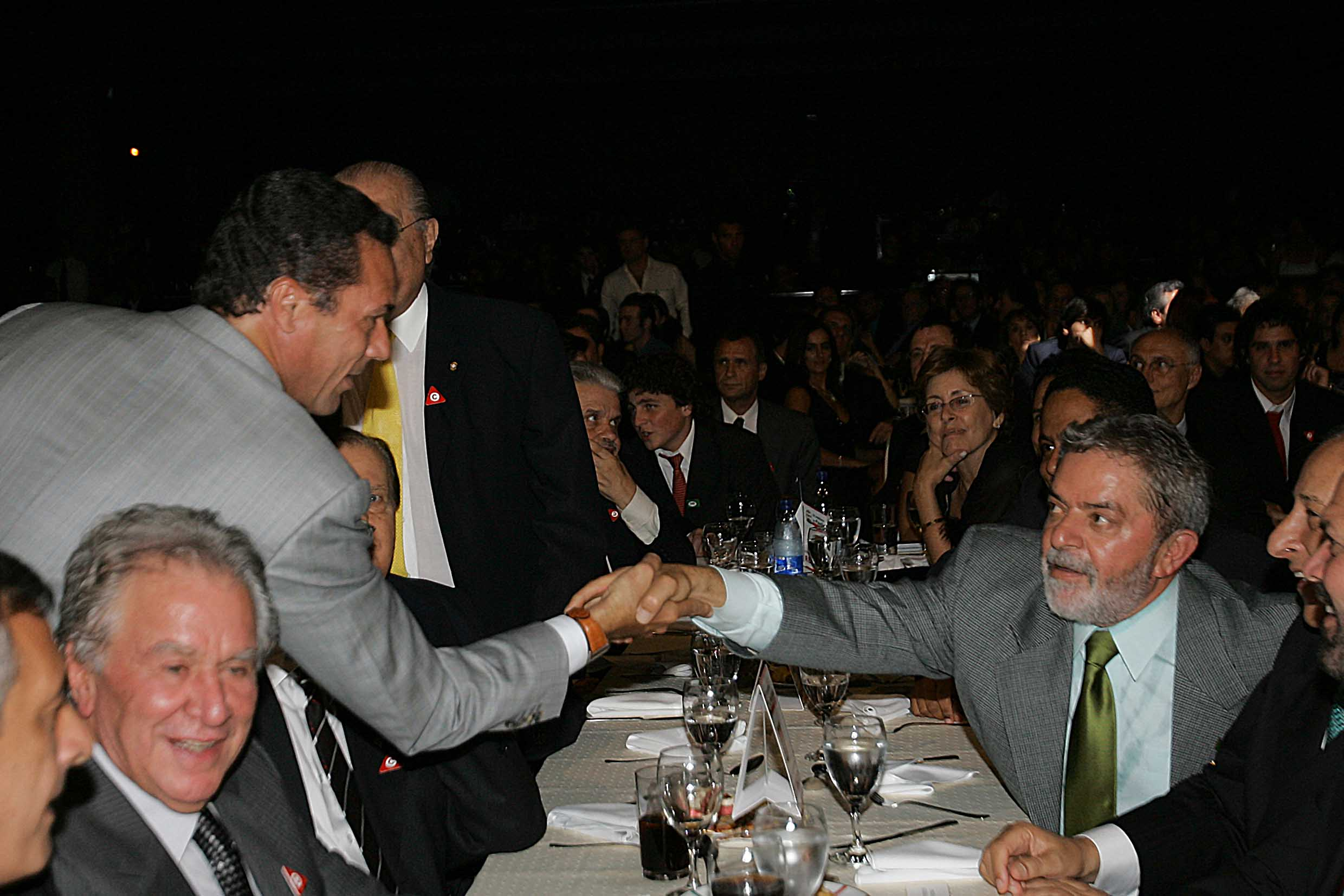
Вандерлей Лушембурго (ліворуч) тисне руку президенту Бразилії Луїзу Інасіу Лула да Сілві. 2006 рік.

### Як гравця
- Володар кубка Гуанабара: 1972, 1973
- Чемпіон штату Ріо-де-Жанейро: 1972, 1974, 1978

### Як тренера
«Ріо-Бранку»
- Чемпіон штату Еспіріту-Санту: 1983

«Брагантіно»
- Переможець бразильської Серії B: 1989
- Чемпіон штату Сан-Паулу:1990

«Фламенго»
- Чемпіон штату Ріо-де-Жанейро: 1991, 2011
- Володар кубка Гуанабара: 1995, 2011
- Трофей Ріо: 2011
- Кубок Ріо: 1991

«Палмейрас»
- Чемпіон турніру Ріо-Сан-Паулу: 1993
- Чемпіон штату Сан-Паулу: 1993, 1994, 1996, 2008
- Чемпіон Бразилії: 1993, 1994

«Сантос»
- Чемпіон турніру Ріо-Сан-Паулу: 1997
- Чемпіон Бразилії: 2004
- Чемпіон штату Сан-Паулу: 2006, 2007
- Трофей Осмар Сантос: 2004
- Трофей Салданья: 2004

«Корінтіанс»
- Чемпіон Бразилії: 1998
- Чемпіон штату Сан-Паулу: 2001

«Крузейру»
- Чемпіон Бразилії: 2003
- Чемпіон штату Мінас-Жерайс: 2003
- Володар Кубка Бразилії: 2003

«Атлетіко Мінейру»
- Чемпіон штату Мінас-Жерайс: 2010

Збірна Бразилії
- Володар Кубка Америки: 1999
- Передолімпійський турнір КОНМЕБОЛ: 2000